# Karlshamn
Karlshamn ist eine Stadt in Südschweden in der Provinz Blekinge län. Der gut 20.000 Einwohner zählende Ort (Stand 2015) ist der Hauptort der Gemeinde Karlshamn. Er liegt 55 Straßenkilometer westlich von Karlskrona, 60 Kilometer nordöstlich von Kristianstad und 150 km nordöstlich von Malmö.

## Geschichte

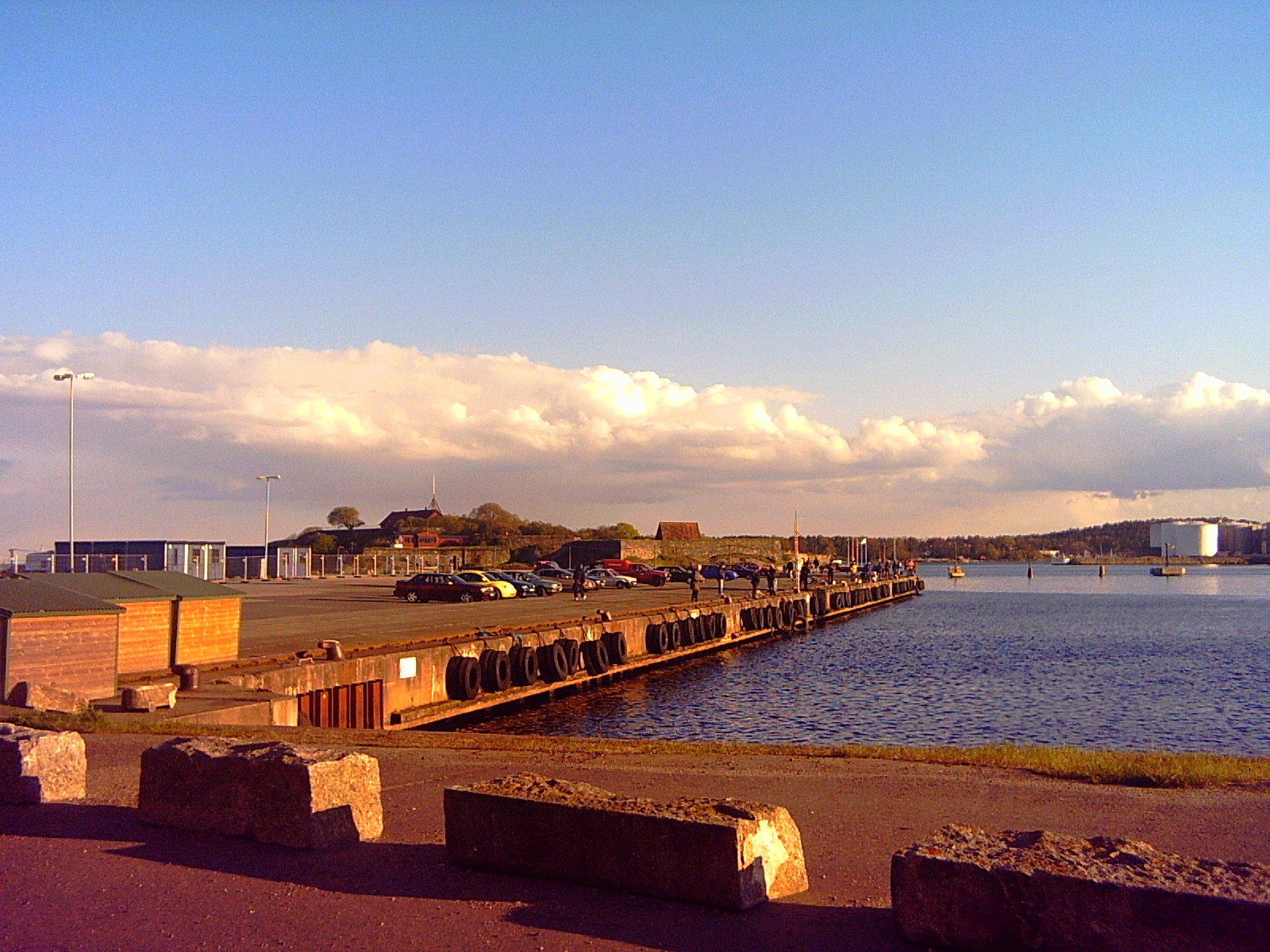
Hafen der Stadt Karlshamn

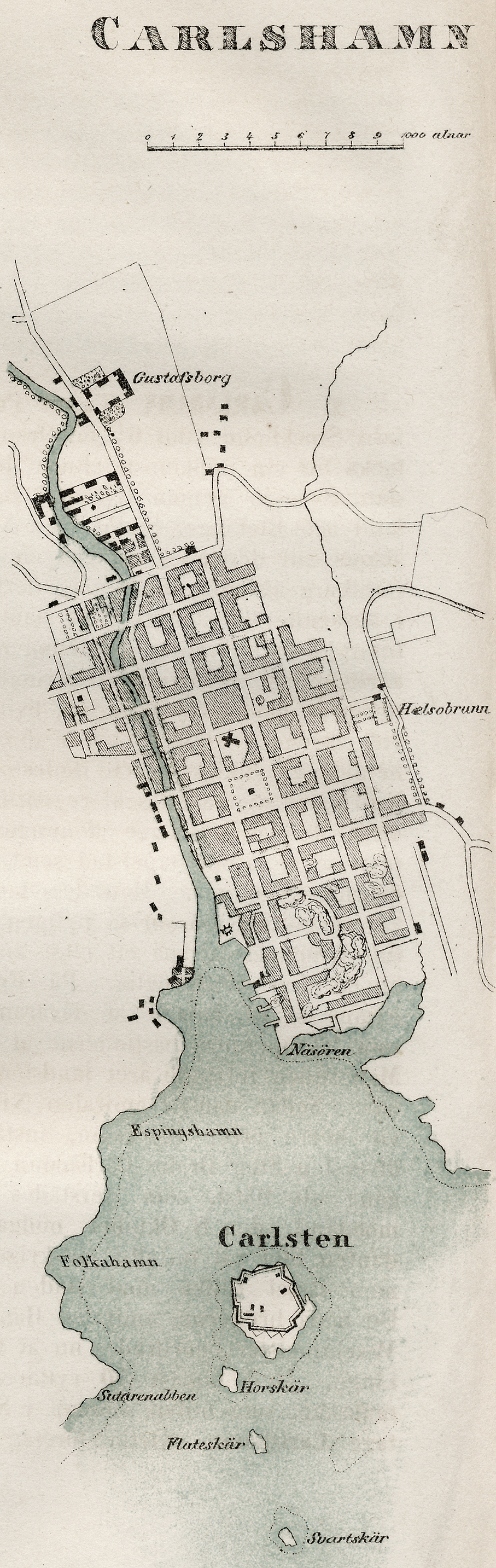
Karlshamn um 1850

Die Stadt ist eine Neugründung unter Karl X. Gustav, der um das alte Dorf Bodekull herum einen Ostseehafen und eine Werft bauen ließ. Der Ort erhielt 1664 die Stadtrechte und 1666 den Namen seines Gründers.
Von 1666 bis 1675 wurde die Festung Karlshamn (Karlshamns kastell) auf der kleinen Insel Frisholmen gebaut. In der Zeit davor diente die etwas größere Insel Boon zur Verteidigung von Karlshamn.
Mitte 1874 wurde die 78 Kilometer lange Bahnstrecke Karlshamn–Vislanda (Spurbreite 1067 mm) von König Oskar II. eingeweiht; sie verbindet Karlshamn mit der Södra stambanan. Am 22. Dezember 1886 wurde die Bahnstrecke Sölvesborg–Karlshamn eingeweiht. Sie wurde später elektrifiziert und ist Teil der Blekinge kustbana.
Um 1886 wurde der Mellersta Blekinge järnväg (Bahnstrecke Karlshamn–Sölvesborg) gebaut; 1890 wurde die Bahnstrecke Karlskrona–Kristianstad fertig. Von ca. 1850 bis 1940 wurde um Karlshamn Granit abgebaut und exportiert.
In den 1950er Jahren wurde die Bahnstrecke an der Küste zur Normalspur umgebaut.

## Verkehr
Von Karlshamn aus besteht Fährverkehr über die Ostsee nach Travemünde, Gdynia in Polen und nach Klaipėda in Litauen.

## Veranstaltungen
In Karlshamn findet jährlich der Baltic Song Contest statt, an dem auch Deutschland teilnimmt.

## Sehenswürdigkeiten
Die Carl-Gustafs-Kirche stammt aus dem 17. Jahrhundert.
In der Nähe von Karlshamn befindet sich der Gungvalamasten, eines der vier höchsten Bauwerke in Schweden.

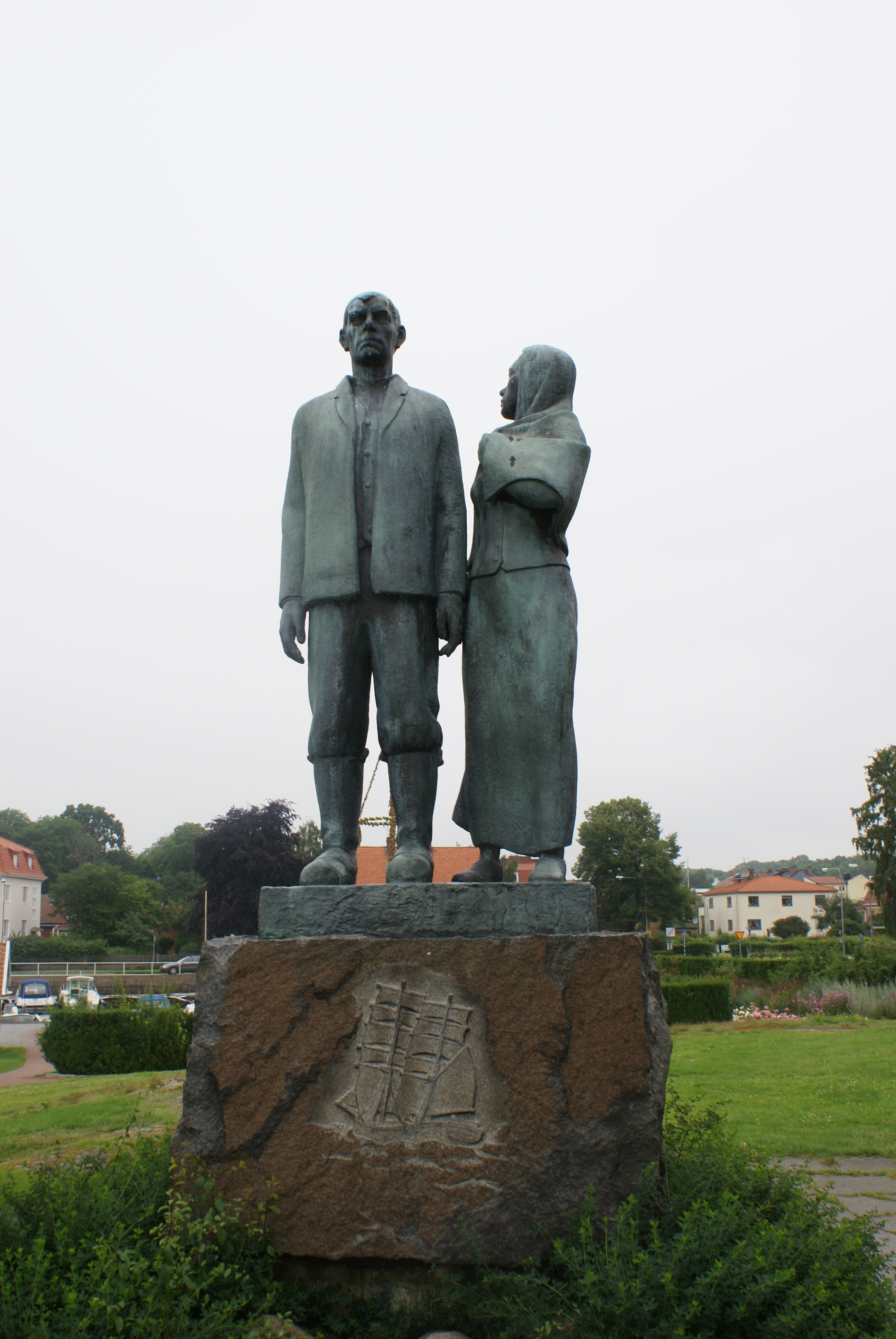
Auswandererdenkmal in Karlshamn

In Karlshamn steht auch das „Auswandererdenkmal“ von Axel Olsson, das die beiden Romanfiguren Karl-Oskar und Kristina aus der Auswanderer-Tetralogie von Vilhelm Moberg zeigt. In den Romanen besteigen die beiden in Karlshamn ein Schiff nach Amerika. Das Denkmal ist eine beliebte Sehenswürdigkeit für US-Amerikaner schwedischer Herkunft.
Karlshamn ist Endpunkt der Auswandererstraße.

## Telekommunikation
In Karlshamn steht der Gungvalamasten, ein 335 Meter hoher Sendemast zur Verbreitung von Fernseh- und UKW-Hörfunkprogrammen.

## Energie
Westlich von Karlshamn auf der Halbinsel Stärnö befindet sich ein Wärmekraftwerk mit drei Blöcken zu je 340 MW. Seine drei je 141 m hohen Kamine sind eine weithin sichtbare Landmarke. Neben diesem Kraftwerk befindet sich die Stromrichterstation der Hochspannungs-Gleichstrom-Übertragung (HGÜ) Swepol.

## Söhne und Töchter der Stadt
- Ernst Fredrik Wilhelm Meyer (1847–1925), Großhändler und Politiker
- Alice Tegnér (1864–1943), Komponistin
- Carl Johan Fredrik Skottsberg (1880–1963), Botaniker und Erforscher der Antarktis
- Johan Petersson (* 1973), Handballspieler
- Emma Igelström (* 1980), Europameisterin im Schwimmen
- Shellback (* 1985), Musikproduzent
- Markus Olsson (* 1990), Handballspieler
- Noah Persson (* 2003), Fußballspieler